# مرگ سحری
مرگ سحری (به انگلیسی: Dead by Daylight) یک بازی ویدئویی چندنفره آنلاین در سبک ترس و بقا است؛ که توسط استودیوی کانادایی بیهیویر اینترکتیو توسعه یافته است. در این بازی یک قاتل بی‌رحم به شکار چهار بازمانده‌ای که از یک مرگ وحشتناک فرار می‌کنند می‌پردازد. در حالی که بازماندگان باید از گرفتار شدن خودداری کنند و با همکاری یکدیگر برای تعمیر پنج ژنراتور، دروازه های خروجی را روشن کنند.در این بازی اکثر شخصیت‌ها برگرفته شده از فرنچایزهای معروف مانند کابوس در خیابان الم ، اره، هالووین، سایلنت هیل، رزیدنت ایول ،جیغ، کشتار با اره‌برقی در تگزاس ،چیزهای عجیب هل رایرز ایول دد بیگانه حلقه  چاکی آیرن میدن نیکلاس کیج، آلن ویک  هستند. مرگ سحری در سال ۲۰۱۶ و در پلت‌فرم‌های مایکروسافت ویندوز و در سال ۲۰۱۷ برایه، ایکس‌باکس وان، پلی‌استیشن ۴ منتشر شد، نسخه نینتندو سوئیچ در سپتامبر ۲۰۱۹، و همینطور نسخه موبایل بازی در آوریل ۲۰۲۰ اندروید، آی‌اواس، نسخه گوگل استادیا در اکتبر ۲۰۲۰ و همچنین در  نوامبر ۲۰۲۰ نسخه نسل نهمی بازی برایه پلی‌استیشن ۵، و ایکس‌باکس سری اکس/اس منتشر شده‌است. 
مرگ سحری در سال ۲۰۱۶ به صورت کلی عرضه شد که چند روز پس از انتشار توانست نظر پلیرهای زیادی را به خودش جلب کند، به طوری که وقتی انتشار به پایان رسید،پس از گذشت یک هفته حدوداً ۲۷۰۰۰۰ نسخه فروخت و پس از گذشت یک ماه بیش از ۱ میلیون نسخه دیگر هم فروخت و در ۱۶ نوامبر ۲۰۱۷ موفق شد به فروش۳میلیون نسخه دست یابد و این فروش چشم گیر در می ۲۰۱۹ منجر شد به فروش ۲۵ میلیون نسخه دیگر هم دسترسی پیدا کند و این تعداد در می ۲۰۲۲ به ۵۰ میلیون و در نوامبر ۲۰۲۳ به ۶۰ میلیون رسید.بعد از این موفقیت بزرگ تجاری، شرکت بیهیویر اینترکتیو تصمیم گرفت تا برای پلتفرم های اندروید و آی‌اواس هم آن را منتشر کند که نسخه موبایلی همانند نسخه قبلی بسیار مورد استقبال کاربران قرار گرفت. به طوری که شرکت‌های بزرگی مانند نت‌ایز از مرگ سحری به عنوان یک الگو استفاده کردند و بازی‌های دیگری را نیز در دسترس کاربران قرار دادند. تیم بیهیویر اینترکتیو در سال ۲۰۲۲ به طرفداران خبر به یک نسخه موبایلی جدید دادند، که با همکاری شرکت نت‌ایز شروع به ساخت یک نسخه دیگر کردند. این نسخه در اوایل سال ۲۰۲۳ برای اندروید و آی‌اواس در دسترس کاربران قرار گرفت. مرگ سحری در ۷ نوامبر ۲۰۲۲ در پابجی:بتل‌گراندز ظاهر شد و حالت جدیدی را معرفی کرد که در آن بازیکنان ژنراتور ها را تعمیر می کردند و از قاتل فرار می کردند و در کنار آن لوازم آرایشی جدیدی را اضافه کرد. 

## انتشار موبایل
شرکت بیهیویر اینترکتیو در ۱۹ ژوئن ۲۰۱۹ اعلام کرد که قصد دارد بازی را به صورت رایگان برای اندروید و آی‌او‌اس منتشر کند تا دسترسی بازیکنان در سراسر جهان بیشتر شود سپس یک تیم توسعه متفاوت تشکیل شد که کاملا وظیفه بهینه‌سازی برای تجربه دد بای دی لایت موبایل را بر عهده داشتند. در ابتدا قرار بود در سال ۲۰۱۹ عرضه شود اما توسعه دهندگان مجبور شدند انتشار آن را تا سال ۲۰۲۰ به تعویق بیندازند زیرا به زمان بیشتری برای کار بر روی اشکالات و بهینه سازی نیاز داشتند.در ۲۷ فوریه ۲۰۱۹ بیهیویر اعلام کرد که نسخه موبایل توسط شرکت چینی نت ایز گیمز در جنوب شرقی آسیا،کره و ژاپن منتشر خواهد شد. در نهایت در ۱۶ آوریل ۲۰۲۰ در اروپا،آمریکا،آفریقا،خاورمیانه و جنوب آسیا منتشر شد.در دسامبر ۲۰۲۲ شرکت بیهیویر اعلام کرد نسخه جهانی بهبود یافته با همکاری نت ایز گیمز در حال توسعه است.نسخه جهانی قدیمی در ۱۶ دسامبر ۲۰۲۲ از فروشگاه های موبایل حذف شد و نسخه جدید بهبود یافته در فوریه ۲۰۲۳ منتشر شد. نسخه جدید شامل گرافیک بهبود یافته و دارای حالت های بازی مختلف،ویژگی ها و پوسته های انحصاری بود که فقط در نسخه موبایل بازی موجود بودند. سر انجام نت ایز گیمز در دسامبر ۲۰۲۴ اعلام کرد دد بای دی لایت نسخه موبایل تا مارس ۲۰۲۵ به طور دائم تعطیل خواهد شد. در نهایت نسخه موبایل در ژانویه ۲۰۲۵ از فروشگاه های اندروید و آی‌او‌اس حذف شد.

## گیم‌پلی

بازیکن اصلی (در مرکز) در حال تعمیر ژنراتور با جعبه ابزار، با یک بازمانده دیگر در سمت راست

بازی Dead by Daylight یک بازی ترسناک آنلاین است که در آن یک بازیکن به‌عنوان قاتل (Killer) و چهار بازیکن دیگر به‌عنوان بازمانده (Survivor) بازی می‌کنند. مسابقات بازی با عنوان "محاکمه" (Trial) شناخته می‌شوند. بازمانده‌ها باید با تعمیر پنج ژنراتور از مجموع هفت ژنراتور موجود در نقشه، دروازه‌های خروجی را فعال کرده و از محاکمه فرار کنند. هدف قاتل این است که تمامی بازمانده‌ها را پیش از فرار، گیر انداخته و آنها را به قلاب‌های قربانی (Hooks) آویزان کند تا به موجودی شیطانی به‌نام Entity قربانی شوند.
اگر تنها یک بازمانده باقی بماند، دریچه‌ای برای فرار به‌طور تصادفی در نقشه ظاهر می‌شود. اگر قاتل این دریچه را ببندد یا بازمانده یک دروازه خروجی را باز کند، زمان‌بندی ویژه‌ای با عنوان "فروپاشی بازی پایانی" (Endgame Collapse) فعال می‌شود که دو دقیقه طول می‌کشد. در پایان این زمان، تمامی بازمانده‌های باقی‌مانده قربانی Entity می‌شوند.

### نقش بازمانده‌ها
بازمانده‌ها می‌توانند بدوند، راه بروند، خمیده حرکت کنند یا در صورت مجروح شدن بخزند. آنها باید از قاتل فرار کنند و با استفاده از محیط اطراف و توانایی‌های خود، او را گمراه یا پنهان شوند. بازمانده‌ها می‌توانند تخته‌های چوبی (Pallets) را در مسیر قاتل بیندازند تا او را برای لحظاتی متوقف کنند. آنها همچنین می‌توانند از صندوق‌ها، آیتم‌های مفیدی مانند نقشه، کلید، جعبه ابزار، کیت کمک‌های اولیه و چراغ قوه پیدا کنند.
بازمانده‌ها در حین تعامل با اشیاء (مانند تعمیر ژنراتورها) ممکن است با آزمون‌های مهارتی (Skill Checks) مواجه شوند. اگر بازمانده آزمون مهارتی را با موفقیت انجام دهد، پیشرفت ادامه پیدا می‌کند. اما در صورت شکست، قاتل از موقعیت آنها مطلع می‌شود.

### نقش قاتل‌ها
قاتل باید بازمانده‌ها را تعقیب کند و با دو ضربه، آنها را به حالت در حال مرگ (Dying State) ببرد. سپس می‌تواند آنها را برداشته و به قلاب‌های قربانی بیاویزد. بازمانده‌ها می‌توانند برای فرار از دست قاتل تلاش کنند، اما شانس موفقیت تنها 4% است. در صورت موفق نشدن، سرعت قربانی شدن آنها افزایش می‌یابد. اگر بازمانده‌ای سه بار به قلاب آویخته شود، به‌طور کامل قربانی می‌شود.

### ویژگی‌های دیگر بازی
1. دریچه فرار:
اگر تنها یک بازمانده باقی بماند، دریچه فرار ظاهر می‌شود. بازمانده می‌تواند از این دریچه فرار کند، اما اگر قاتل آن را پیدا کند و ببندد، دروازه‌های خروجی فعال می‌شوند.

2. قابلیت‌ها (Perks):
بازیکنان (چه بازمانده و چه قاتل) می‌توانند حداکثر چهار قابلیت ویژه در ترکیب خود استفاده کنند. این قابلیت‌ها از طریق Bloodweb (درخت مهارت) باز می‌شوند. هر شخصیت دارای سه پرک منحصر‌به‌فرد است که با پیشرفت درخت مهارتی، برای دیگر شخصیت‌ها نیز قابل دسترسی می‌شود.

3.  فروپاشی پایان بازی: 
در مرحله پایانی بازی، زمانی که دروازه‌ها باز یا دریچه بسته شود، تایمر Endgame Collapse شروع به کار می‌کند. بازمانده‌ها باید در این زمان باقی‌مانده فرار کنند.